# Феникс Мари
Феникс Мари (англ. Phoenix Marie), настоящее имя Мелисса Мари Хатчисон (англ. Melissa Marie Hutchison; родилась 21 сентября 1981 года в Риверсайд, Калифорния, США) — американская порноактриса, в настоящее время проживает в Лос-Анджелесе, штат Калифорния, США.

## Биография
Карьеру порноактрисы начала в 2006 году в возрасте 25 лет (ранее работала в представительстве Harley-Davidson в Лас-Вегасе). Первая сцена с её участием (Brand New Faces 2) была снята для Vivid Entertainment. Затем она также работала для таких студий, как 3rd Degree, Adam & Eve, Bang Productions, Brazzers, Diabolic Video, Elegant Angel, Evil Angel, Hustler Video, Jules Jordan Video, Kink.com, New Sensations, Penthouse Pictures, Pure Play Media, Tom Byron Pictures, Wicked Pictures и Zero Tolerance Entertainment.
В ноябре 2010 года стала «Киской месяца» журнала Penthouse.
Свой сценический псевдоним она объясняет своей страстью к комиксам. Она выбрала имя Феникса, хотя у нее нет рыжих волос, как у Джин Грей, а фамилия её псевдонима — её настоящее второе имя.
Феникс Мари посвящён сайт mysexylife.com, выдержанный в формате реалити-шоу, освещающем жизнь актрисы и её подруг вне съёмок в порнофильмах.
Появляется в клипе на песню рэпера B.o.B «We Still in This Bitch».
По данным на 2025 год, её фильмография насчитывает 1500 порнофильмов, сцен и компиляций.

## Премии и номинации
| Год  | Церемония                                   | Категория                 | Работа                                     | Результат |
| ---- | ------------------------------------------- | ------------------------- | ------------------------------------------ | --------- |
| 2010 | AVN Award                                   | Лучшая анальная сцена     | «Ass Worship 11» (2009) with Criss Strokes | Номинация |
| 2010 | AVN Award                                   | Невоспетая старлетка года |                                            | Номинация |
| 2010 | AVN Award                                   | Лучшая веб-звезда года    |                                            | Номинация |
| 2010 | Fans of Adult Media and Entertainment Award | Лучшая задница            |                                            | Победа    |
| 2010 | Fans of Adult Media and Entertainment Award | Лучшая анальная старлетка |                                            | Победа    |
| 2010 | XBIZ Award                                  | Сайт порнозвезды года     |                                            | Номинация |